# Makranifali
Makranifali es una ciudad censal situada en el distrito de Nandurbar en el estado de Maharashtra (India). Su población es de 4812 habitantes (2011). Se encuentra a 35 km de Nandurbar.

## Demografía
Según el censo de 2011 la población de Makranifali era de 4812 habitantes, de los cuales 2412 eran hombres y 2400 eran mujeres. Makranifali tiene una tasa media de alfabetización del 83,12%, superior a la media estatal del 82,34%: la alfabetización masculina es del 88,36%, y la alfabetización femenina del 77,79%.